# Van Zwam
1. WEITERLEITUNG Arno van Zwam